# Ординарець (фільм, 1918)
Ординарець  (англ. The Orderly) — американська короткометражна кінокомедія режисера Арвіда Е. Джиллстрома 1918 року.

## Сюжет
Біллі працює санітаром в тихому і спокійному санаторію, де він приносить хаос для всіх пацієнтів.

## У ролях
- Біллі Вест[en] — санітар
- Олівер Гарді
- Етель Марі Бертон — медсестра
- Літріс Джой
- Лео Вайт
- Джо Бордо
- Бад Росс